# Oak Hill (Tennessee)
Pour les articles homonymes, voir Oak Hill.
Oak Hill est une municipalité américaine située dans le comté de Davidson au Tennessee. Lors du recensement de 2010, sa population est de 4 529 habitants.

## Géographie
La municipalité s'étend sur 7,96 milles carrés (20,62 km2), dont 0,12 milles carrés (0,31 km2) d'étendues d'eau.
Elle comprend notamment le lac Radnor, créé par le Louisville and Nashville Railroad dans les années 1910. Le lac est au centre d'une aire protégée depuis 1974, celle-ci s'étend aujourd'hui sur 5 km2.

## Histoire
En 1789, John Overton fonde une ferme sur le territoire actuel d'Oak Hill, Travellers Rest. Durant la guerre de Sécession, une partie de la bataille de Nashville s'y déroule. Après la Seconde Guerre mondiale, Oak Hill se développe à l'image des autres banlieues de Nashville. Elle devient une municipalité en 1952, quelques années avant la fusion de Nashville et du comté.